# おんがく世界りょこう
『おんがく世界りょこう』（おんがくせかいりょこう）は、NHK教育テレビジョンのプチプチ・アニメの枠で2011年より放送中の1話5分の人形アニメ作品。2018年3月現在で4話が製作されている。
粘土で作られた人形を用いてコマ撮り撮影で製作している。登場する一部のキャラクターは実在するミュージシャンをモデルに作られている（イチくん：音楽家ICHI、ストンパーズ：バンド「ホット・ハニーバニー・ストンパーズ」）。また劇中の音楽は、その人物自身が演奏している。

## 登場キャラクター

### 主要キャラクター
イチくん
ポトフと共に世界中を旅している音楽家。
ポトフ
イチくんの飼っている黒ネコ。

### ゲストキャラクター
マモルくん
第二話に登場した少年。
ストンパーズ
第二話に登場した楽団。元々はマモルくんが遊んでいた玩具だった。
シズッキー
第三話に登場した雨の妖精。雨を降らす力を持つ。

## スタッフ
- 制作・脚本 - 中野キミオ
- 音楽 - ICHI（イチ）、ホット・ハニーバニー・ストンパーズ（第二話）、松石ゲル（第三話）
- 音響効果 - 松石ゲル
- 画像効果 - 太田貴子（スタジオ・アッシュ）、近藤玲子
- 声の出演 - ハッピーカムカム葉子、山部トゥインクル善次郎（第一、三、四話）、島崎栄一（第二 - 四話）、松井茂（第二 - 三話）、佐藤健太郎（第二話）、松井茂Jr.（第四話）
- 衣装制作（第二話） - TACO

## 各話リスト
| 話数   | サブタイトル               | 初回放送日     |
| ------ | -------------------------- | -------------- |
| 第一話 | イチくんがやってきた！！   | 2011年3月7日   |
| 第二話 | 悪の楽団・ストンパーズの巻 | 2012年1月27日  |
| 第三話 | イチくんと雨の国           | 2012年12月21日 |
| 第四話 | イチくんとやさい畑         | 2014年9月19日  |